# Deutsche Snooker-Meisterschaft 2019
Die deutsche Snooker-Meisterschaft 2019 war die 23. Austragung der nationalen Meisterschaft der Herren in der Billardvariante Snooker. Sie fand vom 6. bis 10. November 2019 im Rahmen der deutschen Billard-Meisterschaft in der Wandelhalle im hessischen Bad Wildungen statt.
Deutscher Meister wurde zum zweiten Mal nach 2013 Lukas Kleckers vom 1. SC Mayen-Koblenz, der das Finale mit 4:0 gegen Robin Otto gewann. Den dritten Platz belegten der Titelverteidiger Michael Schnabel und Felix Frede.
Das mit 107 Punkten höchste Break des Turniers erzielte Umut Dikme in seinem ersten Gruppenspiel gegen Christoph Gawlytta.

## Vorrunde
Die 32 Spieler wurden in 8 Gruppen eingeteilt, in denen sie im Round-Robin-Modus gegeneinander antraten. Die beiden Bestplatzierten jeder Gruppe qualifizierten sich für die Finalrunde, die im K.-o.-System ausgespielt wurde.

### Gruppe A
| Platz | Spieler            | G | V | Frames |
| ----- | ------------------ | - | - | ------ |
| 1     | Umut Dikme         | 3 | 0 | 9:3    |
| 2     | Daniel Sciborski   | 2 | 1 | 7:3    |
| 3     | Christoph Gawlytta | 1 | 2 | 5:6    |
| 4     | Nico Rupprecht     | 0 | 3 | 0:9    |

| Spiel | Spieler 1          | Ergebnis | Spieler 2          |
| ----- | ------------------ | -------- | ------------------ |
| 1     | Daniel Sciborski   | 03:03    | Nico Rupprecht     |
| 2     | Umut Dikme         | 23:23    | Christoph Gawlytta |
| 3     | Daniel Sciborski   | 03:03    | Christoph Gawlytta |
| 4     | Umut Dikme         | 03:03    | Nico Rupprecht     |
| 5     | Daniel Sciborski   | 31:31    | Umut Dikme         |
| 6     | Christoph Gawlytta | 03:03    | Nico Rupprecht     |

### Gruppe B
| Platz | Spieler         | G | V | Frames |
| ----- | --------------- | - | - | ------ |
| 1     | Richard Wienold | 3 | 0 | 9:0    |
| 2     | Nicolas Fiß     | 2 | 1 | 6:6    |
| 3     | William Frey    | 1 | 2 | 4:7    |
| 4     | Julien Leifert  | 0 | 3 | 3:9    |

| Spiel | Spieler 1       | Ergebnis | Spieler 2       |
| ----- | --------------- | -------- | --------------- |
| 1     | Nicolas Fiß     | 13:13    | William Frey    |
| 2     | Richard Wienold | 03:03    | Julien Leifert  |
| 3     | Nicolas Fiß     | 23:23    | Julien Leifert  |
| 4     | Richard Wienold | 03:03    | William Frey    |
| 5     | Nicolas Fiß     | 30:30    | Richard Wienold |
| 6     | Julien Leifert  | 31:31    | William Frey    |

### Gruppe C
| Platz | Spieler           | G | V | Frames |
| ----- | ----------------- | - | - | ------ |
| 1     | Felix Frede       | 3 | 0 | 9:0    |
| 2     | Dominik Guttzeit  | 2 | 1 | 6:4    |
| 3     | Aaron Bocksberger | 1 | 2 | 4:6    |
| 4     | Sebastian Rauch   | 0 | 3 | 0:9    |

| Spiel | Spieler 1         | Ergebnis | Spieler 2        |
| ----- | ----------------- | -------- | ---------------- |
| 1     | Aaron Bocksberger | 03:03    | Sebastian Rauch  |
| 2     | Felix Frede       | 03:03    | Dominik Guttzeit |
| 3     | Aaron Bocksberger | 31:31    | Dominik Guttzeit |
| 4     | Felix Frede       | 03:03    | Sebastian Rauch  |
| 5     | Aaron Bocksberger | 30:30    | Felix Frede      |
| 6     | Dominik Guttzeit  | 03:03    | Sebastian Rauch  |

### Gruppe D
| Platz | Spieler        | G | V | Frames |
| ----- | -------------- | - | - | ------ |
| 1     | Robin Otto     | 3 | 0 | 9:2    |
| 2     | Loris Lehmann  | 2 | 1 | 8:4    |
| 3     | Robert Gräning | 1 | 2 | 3:8    |
| 4     | Stephan Bock   | 0 | 3 | 3:6    |

| Spiel | Spieler 1      | Ergebnis | Spieler 2      |
| ----- | -------------- | -------- | -------------- |
| 1     | Stephan Bock   | 31:31    | Loris Lehmann  |
| 2     | Robin Otto     | 03:03    | Robert Gräning |
| 3     | Stephan Bock   | 32:32    | Robert Gräning |
| 4     | Robin Otto     | 23:23    | Loris Lehmann  |
| 5     | Stephan Bock   | 30:30    | Robin Otto     |
| 6     | Robert Gräning | 30:30    | Loris Lehmann  |

### Gruppe E
| Platz | Spieler          | G | V | Frames |
| ----- | ---------------- | - | - | ------ |
| 1     | Lukas Kleckers   | 3 | 0 | 9:1    |
| 2     | Sascha Breuer    | 1 | 2 | 5:6    |
| 3     | Daniel Schneider | 1 | 2 | 4:6    |
| 4     | Thomas Budde     | 1 | 2 | 3:8    |

| Spiel | Spieler 1      | Ergebnis | Spieler 2        |
| ----- | -------------- | -------- | ---------------- |
| 1     | Sascha Breuer  | 03:03    | Daniel Schneider |
| 2     | Thomas Budde   | 30:30    | Lukas Kleckers   |
| 3     | Sascha Breuer  | 30:30    | Lukas Kleckers   |
| 4     | Thomas Budde   | 30:30    | Daniel Schneider |
| 5     | Sascha Breuer  | 32:32    | Thomas Budde     |
| 6     | Lukas Kleckers | 13:13    | Daniel Schneider |

### Gruppe F
| Platz | Spieler                | G | V | Frames |
| ----- | ---------------------- | - | - | ------ |
| 1     | Kilian Baur-Pantoulier | 3 | 0 | 9:4    |
| 2     | Jan Eisenstein         | 2 | 1 | 8:3    |
| 3     | Lars Rother            | 1 | 2 | 4:8    |
| 4     | Michael Betzinger      | 0 | 3 | 3:9    |

| Spiel | Spieler 1              | Ergebnis | Spieler 2         |
| ----- | ---------------------- | -------- | ----------------- |
| 1     | Kilian Baur-Pantoulier | 13:13    | Lars Rother       |
| 2     | Jan Eisenstein         | 03:03    | Michael Betzinger |
| 3     | Kilian Baur-Pantoulier | 13:13    | Michael Betzinger |
| 4     | Jan Eisenstein         | 03:03    | Lars Rother       |
| 5     | Kilian Baur-Pantoulier | 23:23    | Jan Eisenstein    |
| 6     | Michael Betzinger      | 32:32    | Lars Rother       |

### Gruppe G
| Platz | Spieler           | G | V | Frames |
| ----- | ----------------- | - | - | ------ |
| 1     | Patrick Einsle    | 3 | 0 | 9:1    |
| 2     | Roman Dietzel     | 2 | 1 | 7:3    |
| 3     | Soner Sari        | 1 | 2 | 3:7    |
| 4     | Tobias Friedrichs | 0 | 3 | 1:9    |

| Spiel | Spieler 1         | Ergebnis | Spieler 2         |
| ----- | ----------------- | -------- | ----------------- |
| 1     | Patrick Einsle    | 03:03    | Soner Sari        |
| 2     | Roman Dietzel     | 03:03    | Tobias Friedrichs |
| 3     | Patrick Einsle    | 03:03    | Tobias Friedrichs |
| 4     | Roman Dietzel     | 03:03    | Soner Sari        |
| 5     | Patrick Einsle    | 13:13    | Roman Dietzel     |
| 6     | Tobias Friedrichs | 31:31    | Soner Sari        |

### Gruppe H
| Platz | Spieler          | G | V | Frames |
| ----- | ---------------- | - | - | ------ |
| 1     | Michael Schnabel | 3 | 0 | 9:0    |
| 2     | Stefan Schenk    | 2 | 1 | 6:4    |
| 3     | Jörn Hannes-Hühn | 1 | 2 | 4:6    |
| 4     | Dennis Rothaug   | 0 | 1 | 0:9    |

| Spiel | Spieler 1        | Ergebnis | Spieler 2        |
| ----- | ---------------- | -------- | ---------------- |
| 1     | Jörn Hannes-Hühn | 31:31    | Stefan Schenk    |
| 2     | Michael Schnabel | 03:03    | Dennis Rothaug   |
| 3     | Jörn Hannes-Hühn | 03:03    | Dennis Rothaug   |
| 4     | Michael Schnabel | 03:03    | Stefan Schenk    |
| 5     | Jörn Hannes-Hühn | 30:30    | Michael Schnabel |
| 6     | Dennis Rothaug   | 30:30    | Stefan Schenk    |

## Finalrunde
|  | Achtelfinale           | Achtelfinale |                  |                | Viertelfinale    | Viertelfinale |  |  | Halbfinale | Halbfinale |  |  | Finale | Finale |
|  |                        |              |                  |                |                  |               |  |  |            |            |  |  |        |        |
|  |                        |              |                  |                |                  |               |  |  |            |            |  |  |        |        |
|  | Michael Schnabel       | 3            |                  |                |                  |               |  |  |            |            |  |  |        |        |
|  | Dominik Guttzeit       | 0            |                  |                |                  |               |  |  |            |            |  |  |        |        |
|  | Dominik Guttzeit       | 0            | Michael Schnabel | 3              |                  |               |  |  |            |            |  |  |        |        |
|  |                        |              | Michael Schnabel | 3              |                  |               |  |  |            |            |  |  |        |        |
|  |                        |              |                  |                | Nicolas Fiß      | 1             |  |  |            |            |  |  |        |        |
|  | Nicolas Fiß            | 3            |                  |                | Nicolas Fiß      | 1             |  |  |            |            |  |  |        |        |
|  | Nicolas Fiß            | 3            |                  |                |                  |               |  |  |            |            |  |  |        |        |
|  | Kilian Baur-Pantoulier | 0            |                  |                |                  |               |  |  |            |            |  |  |        |        |
|  | Kilian Baur-Pantoulier | 0            | Michael Schnabel | 1              |                  |               |  |  |            |            |  |  |        |        |
|  |                        |              | Michael Schnabel | 1              |                  |               |  |  |            |            |  |  |        |        |
|  |                        |              |                  | Lukas Kleckers | 3                |               |  |  |            |            |  |  |        |        |
|  | Lukas Kleckers         | 3            |                  | Lukas Kleckers | 3                |               |  |  |            |            |  |  |        |        |
|  | Lukas Kleckers         | 3            |                  |                |                  |               |  |  |            |            |  |  |        |        |
|  | Loris Lehmann          | 1            |                  |                |                  |               |  |  |            |            |  |  |        |        |
|  | Loris Lehmann          | 1            | Lukas Kleckers   | 3              |                  |               |  |  |            |            |  |  |        |        |
|  |                        |              | Lukas Kleckers   | 3              |                  |               |  |  |            |            |  |  |        |        |
|  |                        |              |                  |                | Daniel Sciborski | 0             |  |  |            |            |  |  |        |        |
|  | Daniel Sciborski       | 3            |                  |                | Daniel Sciborski | 0             |  |  |            |            |  |  |        |        |
|  | Daniel Sciborski       | 3            |                  |                |                  |               |  |  |            |            |  |  |        |        |
|  | Patrick Einsle         | 0            |                  |                |                  |               |  |  |            |            |  |  |        |        |
|  | Patrick Einsle         | 0            | Lukas Kleckers   | 4              |                  |               |  |  |            |            |  |  |        |        |
|  |                        |              | Lukas Kleckers   | 4              |                  |               |  |  |            |            |  |  |        |        |
|  |                        |              |                  | Robin Otto     | 0                |               |  |  |            |            |  |  |        |        |
|  | Richard Wienold        | 3            |                  | Robin Otto     | 0                |               |  |  |            |            |  |  |        |        |
|  | Richard Wienold        | 3            |                  |                |                  |               |  |  |            |            |  |  |        |        |
|  | Roman Dietzel          | 0            |                  |                |                  |               |  |  |            |            |  |  |        |        |
|  | Roman Dietzel          | 0            | Richard Wienold  | 0              |                  |               |  |  |            |            |  |  |        |        |
|  |                        |              | Richard Wienold  | 0              |                  |               |  |  |            |            |  |  |        |        |
|  |                        |              |                  |                | Robin Otto       | 3             |  |  |            |            |  |  |        |        |
|  | Sascha Breuer          | 0            |                  |                | Robin Otto       | 3             |  |  |            |            |  |  |        |        |
|  | Sascha Breuer          | 0            |                  |                |                  |               |  |  |            |            |  |  |        |        |
|  | Robin Otto             | 3            |                  |                |                  |               |  |  |            |            |  |  |        |        |
|  | Robin Otto             | 3            | Robin Otto       | 3              |                  |               |  |  |            |            |  |  |        |        |
|  |                        |              | Robin Otto       | 3              |                  |               |  |  |            |            |  |  |        |        |
|  |                        |              |                  | Felix Frede    | 1                |               |  |  |            |            |  |  |        |        |
|  | Umut Dikme             | 2            |                  | Felix Frede    | 1                |               |  |  |            |            |  |  |        |        |
|  | Umut Dikme             | 2            |                  |                |                  |               |  |  |            |            |  |  |        |        |
|  | Jan Eisenstein         | 3            |                  |                |                  |               |  |  |            |            |  |  |        |        |
|  | Jan Eisenstein         | 3            | Jan Eisenstein   | 1              |                  |               |  |  |            |            |  |  |        |        |
|  |                        |              | Jan Eisenstein   | 1              |                  |               |  |  |            |            |  |  |        |        |
|  |                        |              |                  |                | Felix Frede      | 3             |  |  |            |            |  |  |        |        |
|  | Stefan Schenk          | 2            |                  |                | Felix Frede      | 3             |  |  |            |            |  |  |        |        |
|  | Stefan Schenk          | 2            |                  |                |                  |               |  |  |            |            |  |  |        |        |
|  | Felix Frede            | 3            |                  |                |                  |               |  |  |            |            |  |  |        |        |

## Finale
| Finale: Best of 7 Frames Schiedsrichter/in: Michael Scheidel Wandelhalle, Bad Wildungen, Deutschland, 10. November 2019 |                |            |
| Lukas Kleckers | 4:0            | Robin Otto |
| 70:27, 73:37 (64), 103:23 (102), 106:11 (57)                                                                            |                |            |
| 102 | Höchstes Break | –          |
| 1 | Century-Breaks | –          |
| 3 | 50+-Breaks     | –          |

## Century Breaks
Während des Turniers spielten 3 Spieler insgesamt 4 Century Breaks.
| Umut Dikme       | 107      |
| Lukas Kleckers   | 103, 102 |
| Michael Schnabel | 103      |